# Березичи (Калужская область)
Березичи — село в Козельском районе Калужской области. Входит в состав Сельского поселения «Деревня Дешовки».
Расположено на левобережье реки Жиздра, на территории национального парка «Угра», примерно в 7 км к югу от города Козельск.
В селе находится объект культурного наследия усадьба Оболенских, действует православный храм св. Николая Чудотворца.

## Население
На 2010 год население составляло 215 человек.